# Misogada
Misogada is een geslacht van vlinders van de familie tandvlinders (Notodontidae).

## Soorten
- M. alicina Schaus, 1939
- M. bleura Schaus, 1915
- M. brioca Schaus, 1928
- M. canota Schaus, 1937
- M. hazuela Schaus, 1939
- M. nigrifulva Dognin, 1910
- M. pallida Schaus, 1904
- M. rhymba Schaus, 1939
- M. signifera Dognin, 1910
- M. tridiscata Dognin, 1923
- M. unicolor Packard, 1864